# Phytoecia sikkimensis
Phytoecia sikkimensis är en skalbaggsart som beskrevs av Maurice Pic 1907. Phytoecia sikkimensis ingår i släktet Phytoecia och familjen långhorningar. Inga underarter finns listade i Catalogue of Life.